# Oplontis
Oplontis (talora indicata come Oplonti) era una zona suburbana della vicina Pompei, corrispondente all'attuale Torre Annunziata, in Campania, sepolta dall'eruzione del Vesuvio del 79. Nella zona sono stati eseguiti degli scavi archeologici che dal 1997 sono entrati insieme a quelli di Pompei ed Ercolano nella lista dei patrimoni dell'umanità dell'UNESCO.

## Storia

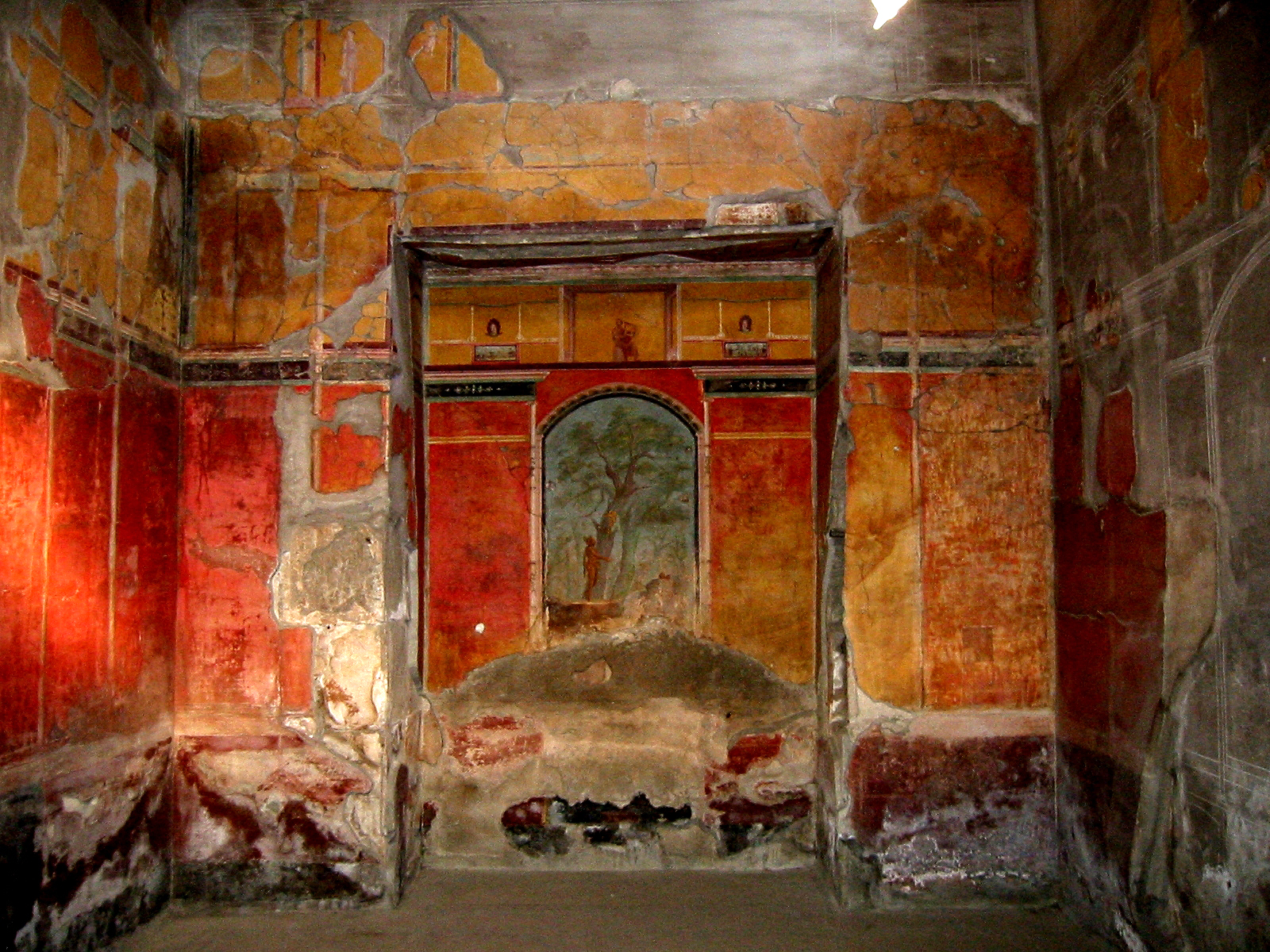
Affresco della Villa di Poppea

Dell'antica Oplontis si hanno delle notizie molto frammentarie. Il suo nome compare per la prima volta durante il Medioevo nella Tabula Peutingeriana. Il sito viene indicato a sei miglia da Ercolano e a tre da Pompei e Stabia, e secondo le indicazioni della mappa più che una vera e propria città, si tratterebbe di un insediamento suburbano della vicina Pompei dove erano presenti alcune ville di villeggiatura, diverse fattorie, saline e complessi termali, vista la ricchezza di acque della zona: infatti sulla Tabula la località è rappresentata con il simbolo di solito utilizzato per i luoghi termali, tesi attestata anche da resti di edifici adibiti a tale funzione che sono stati rinvenuti nella zona di Torre Annunziata.
Tutta l'area venne seppellita sotto una coltre di cenere durante l'eruzione del Vesuvio nel 79 e una ripresa della vita si avrà soltanto molti secoli dopo con lo sviluppo della moderna città di Torre Annunziata.

### Toponimo
Sulle origini del nome Oplontis sono state fatte diverse ipotesi: potrebbe derivare dal latino opulentia («luogo opulento»), opla («luogo di pescatori»), poplus («pioppo», ovvero pioppeto ove si lega la vite a spalliera) oppure dal greco oplon (luogo di posta degli opliti, guerrieri dalle lunghe lance), apopolotes («città distrutta»). Infine, è stato anche ipotizzato un errore del cartografo nella trascrizione, per la locuzione latina ob fontis («fonte, luogo termale») essendo presenti in zona delle terme.

## Scavi archeologici
Nel XVIII secolo, sotto l'influsso dei ritrovamenti archeologici di Pompei, Ercolano e Stabia, anche a Oplontis furono avviate delle campagne di scavo ben presto sospese sia per la mancanza di fondi, sia per l'aria nefasta dove questi si svolgevano, ossia in una zona paludosa nei pressi del fiume Sarno. Dal 1964 sono iniziati gli scavi di una villa denominata di Poppea e in seguito di un'altra villa denominata di Lucio Crasso Tertius: a oggi nessuna delle due è stata completamente esplorata. Nel 1997 gli scavi sono stati dichiarati patrimonio dell'umanità dell'UNESCO.